# ESTRACK

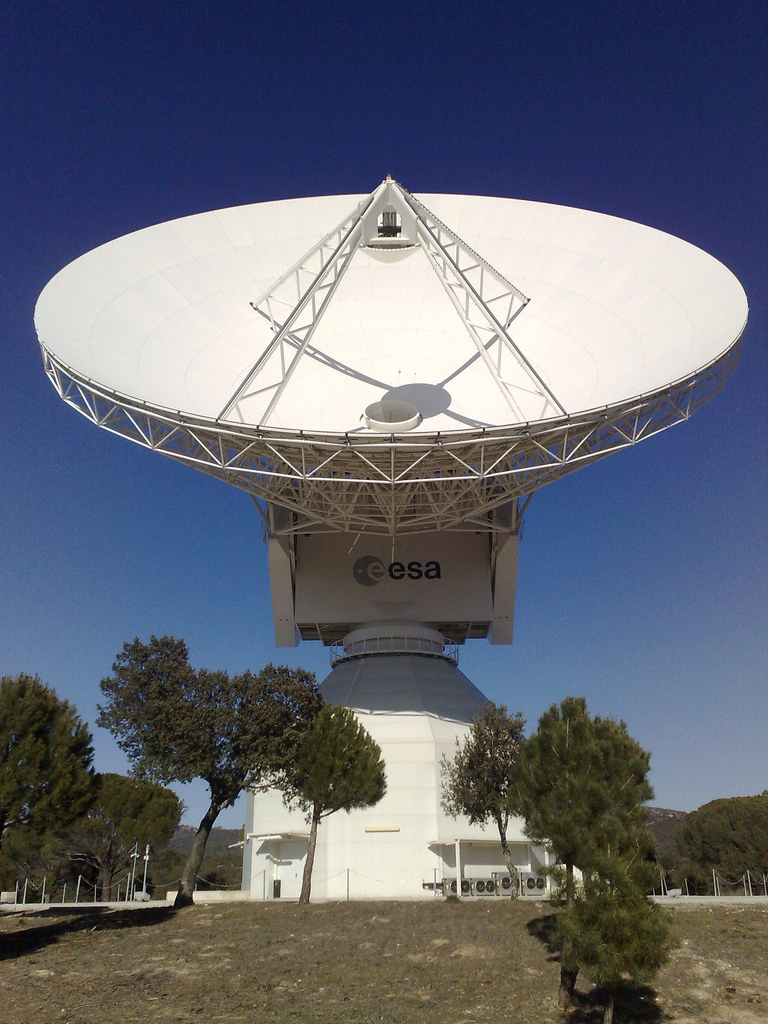
Antenne de 35 mètres de la station de Cebreros en Espagne.

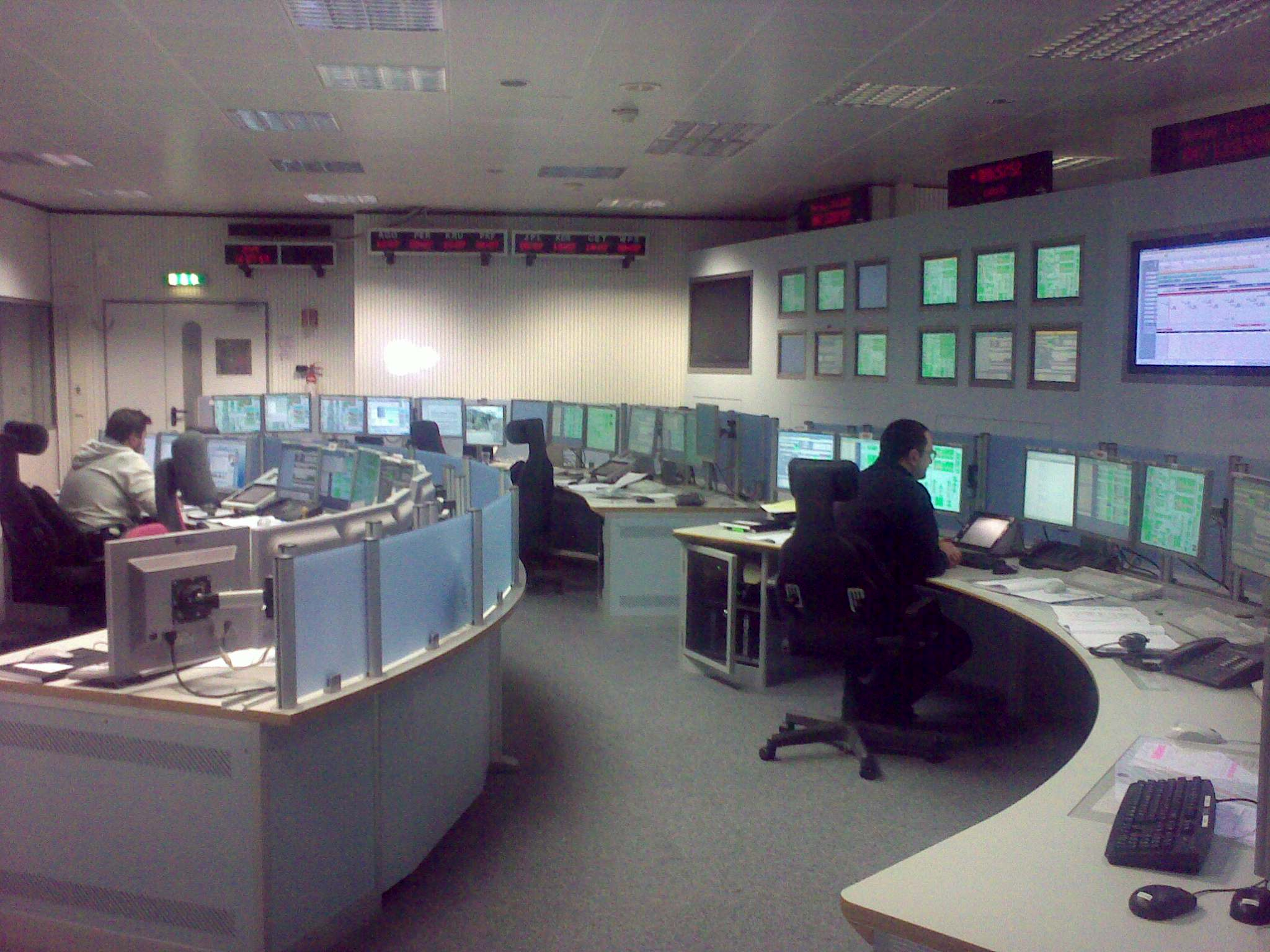
Centre de contrôle du réseau ESTRACK à l'ESOC à Darmstadt (Allemagne).

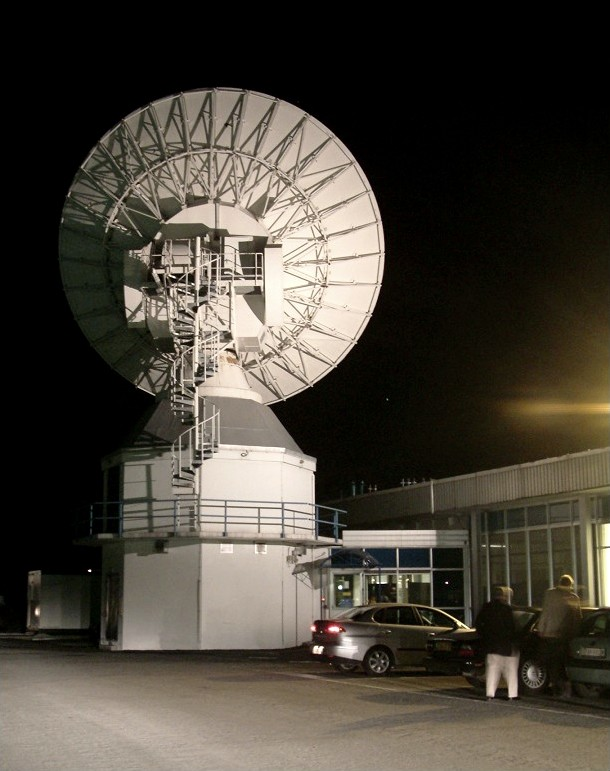
Antenne de la station de Redu en Belgique

Le European Space TRACKing ou ESTRACK est le réseau de stations de contrôle de satellites de l'Agence spatiale européenne (ESA). Ce réseau est utilisé par le Centre européen d'opérations spatiales (ESOC) pour suivre, contrôler et récupérer les données télémétriques et scientifiques des engins spatiaux de l'ESA. il est composé de 9 stations de contrôle équipées d'antennes paraboliques de différentes taille et répartis dans sept pays différents. Il est complété par l'utilisation ponctuelle de stations de contrôle gérées par des organismes privés ainsi que par la mise en commun des ressources des autres puissances spatiales.

## Historique
Les premiers satellites de l'Agence spatiale européenne étaient placées sur des orbites polaires aussi les premières stations de l'agence ont été installées à des latitudes élevées pour que le nombre de survols soit le plus élevé possible. Ces stations se trouvaient au Spitzberg (Norvège), à Fairbanks (Alaska) et, dans l'archipel des Malouines. Une quatrième station est créée à Redu en Belgique non loin du centre ESTEC de l'agence spatiale située à Noordwijk (Pays-Bas). Les communications en temps réel sont prises en charge par des télex. La diminution du nombre de missions spatiales en orbite polaire conduit l'Agence spatiale européenne à fermer la station de l'archipel des Malouines en 1973, celle du Spitzberg en 1974 puis celle de Fairbanks en 1977. De nouvelles stations sont construites en parallèle à Kourou, devenu le centre de lancement de l'agence, à Villafranca en Espagne, Odenwald (Allemagne), Fucino (Italie) et Malindi (Kenya). Villafranca, opérationnelle en 1978, sert également de centre de contrôle tandis que Fucino est utilisé de manière épisodique. En 1980 une station est inaugurée à Carnavon en Australie mais elle est déménagée près de Perth en 1988. L'agence spatiale crée une station au Japon, à Ibaraki en 1984. Une nouvelle station est installée à Kiruna (Suède) en 1988.  Au cours des années suivantes le réseau est développé pour permettre de suivre les missions interplanétaires. Le réseau de station de l'Agence spatiale européenne se caractérise par un fort niveau d'automatisation. Alors que la NASA a longtemps maintenu des équipes en poste dans chaque station, les stations de l'ESTRACK sont télécommandées par le centre de contrôle de l'agence spatiale, l'ESOC. Le réseau de stations est utilisé aussi bien pour contrôler des missions en orbite terrestre basse que des missions interplanétaires alors que la NASA dispose de deux réseaux dédiés (STDN et Deep Space Network).

## Stations
Le cœur du réseau ESTRACK est constitué de 7 stations qui appartiennent à l'ESA  :
- Station Diane au Centre spatial guyanais de Kourou, en Guyane
- Station de Cebreros à Cebreros en Espagne
- Station de Redu à Redu en Belgique
- Santa Maria dans les Açores
- Station de Kiruna à Kiruna, près du cercle arctique
- Station de Malargüe près de la ville de Malargüe en Argentine
- Station de New Norcia à 150 km de Perth en Australie

Trois des stations sont équipées de quatre antennes paraboliques de 13  à   15 mètres de diamètre. Les stations de Cebreros, Malargue et New-Norcia forment le réseau de stations de l'espace profond chargé des télécommunications avec les sondes interplanétaires de l'ESA et disposent d'antennes paraboliques de 35 mètres de diamètre. Les trois stations sont écartés de 120° en longitude pour assurer une couverture permanente des missions. L'ESA a commencé en 2021 la construction d'une deuxième antenne espace profond qui sera operationnelle fin 2024 à New Norcia. Les équipements et capacités de ces stations sont variables. Les émissions réceptions se font en bande X, Bande S ou bande Ka (la plus performante au niveau débit). Pour déterminer la position de l'engin spatial certaines stations disposent d'un système à base de GPS (GPS-TDAF). Les stations chargées de communiquer avec les sondes spatiales utilisent le système Delta-DOR encore plus précis pour la précision des trajectoire. Toutes les stations sont opérées à distance depuis l'ESOC à Darmstadt (Allemagne).
La station de Santa Maria est dédiée au suivi des lanceurs Ariane et Soyuz.
| Site             | Date d'ouverture | Taille d'antenne                             | Réception                                          | Émission                                                           | GPS-TDAF | Delta-DOR | Utilisation                  | Remarques                                     |
| ---------------- | ---------------- | -------------------------------------------- | -------------------------------------------------- | ------------------------------------------------------------------ | -------- | --------- | ---------------------------- | --------------------------------------------- |
| New Norcia (DS1) | 2002             | 35 m                                         | Bande S Bande X                                    | Bande S Bande X                                                    | oui      | oui       | Sondes interplanétaires      |                                               |
| Cebreros (DS2)   | 2005             | 35 m                                         | Bande Ka Bande X Bande K:26GHz                     | Bande X                                                            | oui      | oui       | Sondes interplanétaires      |                                               |
| Malargüe (DS3)   | 2013             | 35 m                                         | Bande Ka : 31,8 - 32,3 GHz Bande X Bande K : 26GHz | Bande Ka : 34,2 - 34,7 GHz Bande K : 25,5 - 27 GHz (futur) Bande X | oui      | oui       | Sondes interplanétaires      | 10 % temps alloué aux institutions argentines |
| Kourou           | mai 1990         | 15 m                                         | Bande S Bande X                                    | Bande S Bande X                                                    | oui      | non       | cluster, integral XMM-Newton |                                               |
| Kiruna           |                  | KIR-1 : 15 m KIR-2 : 13 m                    | Bande S Bande X                                    | Bande S                                                            | ?        | non       |                              |                                               |
| Redu             |                  | REDU-1 : 15 m REDU-2 : 13,5 m REDU-3 : 2,4 m | Bande S Bande Ka                                   | Bande S Bande Ka                                                   | ?        | non       | Artemis, Integral et Proba   |                                               |
| Santa Maria      |                  | 5,5 m                                        | Bande S                                            | Bande S                                                            | ?        | non       | Suivi lanceurs               |                                               |

## Les réseaux complémentaires
Le système ESTRACK est complété par des stations gérées par des opérateurs privés à travers des contrats de service passés avec des organisations comme le Swedish Space Corporation (SSC) en Suède et la Kongsberg Satellite Services (KSAT) en Norvège. Parmi les antennes utilisées par ce biais figurent :
- SPH-1/2 de Ka Lae (en), à Hawaï (États-Unis)
- TR-1 de la base antarctique Troll de Norvège, en Antarctique
- SG-3 du téléport du Svalbard en Norvège, en Arctique
- DON-1/2 à Dongara en Australie
- AGO-1 de l'université du Chili, à Santiago

Enfin des accords bilatéraux mettant en commun les ressources en matière de stations de contrôle ont été passés par l'ESA avec les autres puissances spatiales disposant de leur propre réseau. De tels accords existent avec la NASA (réseau Deep Space Network), l'Agence spatiale italienne, le CNES français, l'agence aérospatiale allemande DLR et japonaise JAXA.
| Kourou Maspalomas Villafranca Cebreros Redu Santa Maria Kiruna Malargüe New Norcia |

## Référence
1. ↑  (en) Michael Peter Johnson, Mission Control : Inventing the Groundwork of Spaceflight, New York, University Press of Florida, 2015, 211 p. (ISBN 978-1-107-02348-2, lire en ligne), p. 148-151
2. 1 2 3 4  (en) « ESTRACK tracking stations », Agence spatiale européenne (consulté le 11 novembre 2013)
3. ↑  (en) « ESTRACK New Norcia DSA 1 », Agence spatiale européenne (consulté le 11 novembre 2013)
4. ↑  (en) « ESTRACK Cebreros DSA 2 station », Agence spatiale européenne (consulté le 11 novembre 2013)
5. ↑  (en) « ESTRACK Malarguee DSA 3 station », Agence spatiale européenne (consulté le 11 novembre 2013)
6. ↑  (en) « ESTRACK Kourou station », Agence spatiale européenne (consulté le 11 novembre 2013)
7. ↑  (en) « ESTRACK Kiruna station », Agence spatiale européenne (consulté le 11 novembre 2013)
8. ↑  (en) « ESTRACK Redu station », Agence spatiale européenne (consulté le 11 novembre 2013)
9. ↑  (en) « ESTRACK Santa Maria station », Agence spatiale européenne (consulté le 11 novembre 2013)